# Fuerzas Armadas Revolucionarias del Pueblo
Las Fuerzas Armadas Revolucionarias del Pueblo (FARP) fueron una organización político-militar que se autodeminó revolucionaria en México en favor del Estado socialista. Las FARP dicen ser parte de la unidad obrero-campesino-popular que lucha en contra de cualquier forma de capitalismo. Fueron una fracción escindida del Ejército Popular Revolucionario, misma que se realizó en el mes de agosto de 1999, representando aproximadamente el 5% del total de hombres del actual EPR. Las FARP, una de las cinco escisiones del EPR, solo realizó acciones de propaganda armada para dar a conocer su proyecto entre la población, y de autodefensa.

## Historia

### Inicios
El grupo surge el 23 de febrero del año 2000 siendo influenciado por la actividad guerrillera del Partido de los Pobres durante la Guerra sucia en México en los 70´s. El grupo es una escisión del EPR que por diferencias tácticas e ideológicas rompiendo filas del grupo. La guerrilla tiene como órgano de difusión la revista "Verde Olivo".
Algunos senadores opinan sobre la autenticidad y los móviles del movimiento de reciente aparición. Podría pensarse, agregó, que es la respuesta a una política neoliberal que ha empobrecido aceleradamente a la población. Pero también ''pudiera parecer que el gobierno federal quiere azuzar al electorado con el supuesto riesgo de la violencia, y aunque no tendría elementos para afirmarlo, lo que sí estamos observando con preocupación es que se está montando toda una estrategia del miedo respecto a la posibilidad de que la oposición democrática pueda llegar al poder y esto pueda significar violencia'' llegando a considerarse un grupo de disidencia controlada, esto después de una fugaz incursión guerrillera con fines propagandísticos en Xochimilco, el sábado 8 de abril del 2000.
Pero esta teoría quedó desacreditada después de que el grupo clamara algunos ataques durante una entrevista tomada en 2006, donde también habla de su relación y posturas con el EZLN y el EPR. También se pronunció contra el exmilitar argentino Ricardo Cavallo (que en ese entonces trabajaba como director del Registro Nacional de Vehículos) y finalmente fue acusado en España en el año 2000. Además de acusar al gobierno federal de arrestar ciudadanos comunes y presentarlos como guerrilleros.
El 29 de enero del 2001 el grupo fue entrevistado por la periodista Maribel Gutiérrez Moreno y publicada en el periódico El Sur de Acapulco, donde explican sus primeros ataques, sus motivaciones para escindir del EPR y luchar por su propia metodología y visión.
El 31 de mayo del 2001 la Coordinadora Guerrillera Nacional José María Morelos y Pavón (miembros del EVPR, FARP y el CCRP-CJ28J) dispararon desde un cerro y un terreno baldío hacia una caseta de la Policía Judicial Federal ubicada en la carretera Iguala-Teloloapan, en el municipio de Cocula, sin que se reportasen heridos. No fue hasta el 1 de septiembre del mismo año, que los miembros de la Coordinadora Guerrillera Nacional José María Morelos, detonaron explosivos de bajo poder contra una distribuidora General Motors y a una sucursal McDonald's, ambas en la Ciudad de México, causando daños materiales a cristales y algunos automóviles de exhibición.

### Actividades
Su primera aparición pública fue el 23 de febrero de 2000, cuando detonaron un artefacto explosivo cerca de las oficinas del CISEN en la ciudad de Puebla, en el acto los daños materiales fueron escasos. El 24 de julio del 2000 Tres personas resultaron heridas luego de que una estación de policía en Cuajimalpa, un área boscosa a 15 millas de la Ciudad de México, fuera atacada por las FARP.
El grupo cuenta con bases en zonas marginales del estado de Morelos, en las sierras de Guerrero y Oaxaca. El 8 de enero de 2001, tres artefactos caseros estallaron frente a sucursales bancarias, en Palmas, Tlalpan y la colonia Bondojito. Fueron reivindicados por las FARP.
El 8 de agosto del 2001 una bomba explotó fuera de una sucursal bancaria de Banamex en la Ciudad de México. Otras dos sucursales también fueron atacadas de manera similar. Las autoridades lograron desactivar otra bomba que iba a explotar. Dos personas resultaron levemente herida en el ataque, que fue reclamado por las Fuerzas Armadas Revolucionarias del Pueblo. El grupo reivindicó el ataque en conmemoración de la Masacre de Corpus Christi, la Masacre de Aguas Blancas, las actividades político-social de La Otra Campaña, y los disturbios del Conflicto magisterial de Oaxaca del 2006, (donde algunos militantes participaron de manera activa en las protestas, además de participar en otros movimientos sociales de la época), y otras víctimas de la represión gubernamental, y el "avance del neo-liberalismo". En marzo del 2006 el grupo lanza un video propaganda donde explica su accionar y objetivos. En enero de 2008 el grupo realizó una entrevista al periodista Diego Enrique Osorno donde profundizan en las diferencias con otras guerrillas y futuro de la subversión.
El grupo apoyo de manera abierta a la Huelga estudiantil de la UNAM (1999-2000), siendo un crítico del modelo neoliberal y la modificación del Reglamento General de Pagos, a las víctimas de la represión durante el gobierno de Ernesto Zedillo, la migración de mexicanos hacia Estados Unidos, proponiéndose a "Luchar contra el capitalismo salvaje y oligopólico es luchar por el presente y el futuro de nuestros hijos." Además de estar ideológicamente esta ligado al Neozapatismo y al Socialismo autogestionario, alegando que el "movimiento armado revolucionario es un resultado lógico (inevitable) de la miseria, de la marginación y en estos tiempos, del neoliberalismo." además de negar que el grupo fuese un montaje del gobierno en turno.
También se pronunciaron contra el homicidio del activista Pável González en el Ajusco, llamando el homicidio como un "crimen de estado" realizado por "paramilitares del Yunque El grupo también crítica la inacción del gobierno en traer prosperidad a municipios empobrecidos como Metlatónoc y como el sistema neoliberal "ha dejado en completo abandono a la población". También ha mostrado sus diferencias con miembros de Tendencia Democrática Revolucionaria-Ejército del Pueblo y aún más por el asesinato del activista Miguel Ángel Mesino Mesino, supuestamente por militantes de esta organización. En febrero del 2006 volantes del grupo aparecieron en la ciudad de Puebla haciendo alusión al grupo, pero negando que fueran de su autoría, clamando que esto fue un montaje. El grupo se solidarizo con miembros del magisterio con el Conflicto magisterial de Oaxaca, además de advertir sobre el uso de paramilitares y exceso de fuerza por parte de las fuerzas del orden.

### Intensificación de actividad
En octubre de 2005, el grupo sufre una escisión llamada Comité de Resistencia Popular 'Viva Villa', acusando a las FARP de prácticas deshonestas y autoritarismo dentro de sus filas. Para el año 2006, el Comité de Resistencia Popular 'Viva Villa' se integró al Movimiento Revolucionario Lucio Cabañas Barrientos.
En marzo de 2006 aparecieron supuestos panfletos del grupo en la ciudad de Puebla que el grupo desmintió que hayan sido de su autoría, culpando a los cuerpos de seguridad y "elementos parapoliciales". A pesar de no haber realizado ataques durante varios años y concentrarse en  la actividad político y social, el grupo no descarta levantarse en armas, en especial después de las Elecciones estatales de Oaxaca de 2010 donde el grupo acusa a Gabino Cué Monteagudo de "corrupto" y de crear un clima de inestabilidad en la región.